# Allan Nielsen
Allan Nielsen (Esbjerg, Dinamarca, 13 de marzo de 1971) es un ex-futbolista danés, se desempeñaba como centrocampista. Fue un importante miembro de la selección de fútbol de Dinamarca, llegando a jugar tres torneos internacionales.

## Clubes
| Club                    | País       | Año         | Partidos | Goles |
| FC Bayern de Múnich     | Alemania   | 1989 - 1991 | 1        | 0     |
| FC Sion                 | Suiza      | 1991        | 0        | 0     |
| Odense BK               | Dinamarca  | 1991 - 1993 | 55       | 9     |
| FC Copenhague           | Dinamarca  | 1994 - 1995 | 26       | 3     |
| Brøndby IF              | Dinamarca  | 1995 - 1996 | 42       | 11    |
| Tottenham Hotspur       | Inglaterra | 1996 - 2000 | 97       | 12    |
| Wolverhampton Wanderers | Inglaterra | 2000        | 7        | 2     |
| Watford FC              | Inglaterra | 2000 - 2003 | 100      | 19    |
| Herfølge BK             | Dinamarca  | 2003 - 2004 | 18       | 3     |

## Palmarés
Odense BK
- Copa de Dinamarca: 1993

Brøndby IF
- Superliga danesa: 1995-96

Tottenham Hotspur FC
- Copa de la Liga de Inglaterra: 1999

- Datos: Q554761